# 西小椋村
西小椋村（にしおぐらむら）は、滋賀県愛知郡にあった村。現在の東近江市中心部の東方、愛知川の右岸にあたる。

## 地理
- 河川 ： 愛知川

## 歴史
- 1889年（明治22年）4月1日 - 町村制の施行により、外村・小倉村・青山村・曽根村・妹村・中戸村・鯰江村・上岸本村・梅林村の区域をもって発足。
- 1955年（昭和30年）2月11日 - 角井村と合併して愛東村が発足。同日西小椋村廃止。

## 交通

### 道路
現在は旧村域を名神高速道路が通過するが、当時は未開通。